# Лай Хуцангбі
Лай Хуцангбі — демоніса (хінгчабі) з довгими руками у міфології та фольклорі Мейтей. Її історія з Античного Канглейпака (Стародавній Маніпур). Слово «Лай» означає «божество або божество», «Хут» означає «рука», а «Сангбі» або «Шанбі» означає «довгий» на маніпурі (Meitei). Легенда говорить, що, коли вона йде, її довгі руки торкаються землі. Її пальці гострі, як шипи. У неї великий рот з довгим язиком. Її вигляд дуже лякає.

## Історія
Жили чоловік і жінка з маленькою дитиною на ім'я Шасі (або «Шачі», чи «Лейрік», чи «Наоча» в інших версіях) в окремому будинку в селі. Поруч був ліс, де жив Лай Хуцангбі. Зазвичай вона крала та їла з села худобу та людських немовлят. Вона скористалася самотністю людей. Люди в селі боялися.
Лай Хуцангбі хотіла з'їсти дитину Шасі. Але батько Шасі, Шасіпа, був настільки хоробрим, що Лай Хуцангбі боялася його. Одного разу Шасіпа пішла з дому працювати кудись далеко. Його не було декілька днів. Лай Хуцангбі прийшла до їх дому вночі і запитала у матері Шасі, Шасіми, чи її чоловік вдома. Шасіма була розумна, тому збрехала і сказала, що її чоловік вдома. Лай Хуцангбі пішла. Але вона поверталася ввечері і знову і знову задавала те саме питання. Мати Шасі також відповіла так само, приховуючи справжній факт, що Шасіпи не було. Через деякий час батько Шасі повернувся додому, а мати Шасі розповіла йому, що сталося. Батько Шасі вирішив перемогти демонісу. Тієї ночі він чекав Лай Хуцангбі з загостреним мечем. Опівночі демоніса, як завжди, прийшла запитати у Шасіми, чи вдома її чоловік. Цього разу мати Шасі відповіла, що він був далеко від дому. Не знаючи про хитрість, Лай Хуцангбі прорвала стіну будинку однією зі своїх могутніх рук, намагаючись знайти дитину. Батько Шасі, який чекав цієї нагоди, відрубав мечем руку. Тоді демонеса болісно закричала:
Ayo Ema, I am dead! 

Ayo yo Ema ayo yo

Leimadeng deng Ningjaobi

You a big liar

Ayo yo Ema ayoyo
Лай Хуцангбі втекла з дому, тягнучи за собою решту довгу руку. Кров текла з її порізаної руки і впала на багато рослин, що росли на її шляху до лісу. Кажуть, що червоні плями на деяких рослинах — це її кров. Батько Шасі пішов за нею в ліс. Демонеса не змогла швидко бігти, бо отримала травму. Батько Шасі зловив її і наступив на іншу руку, що залишилася. Потім він відрубав і цю руку. Жителі села дякували Шасипі за відвагу. З цього дня Лай Хуцангбі, довгорука демонеса, більше ніколи не бачили.

## Галерея

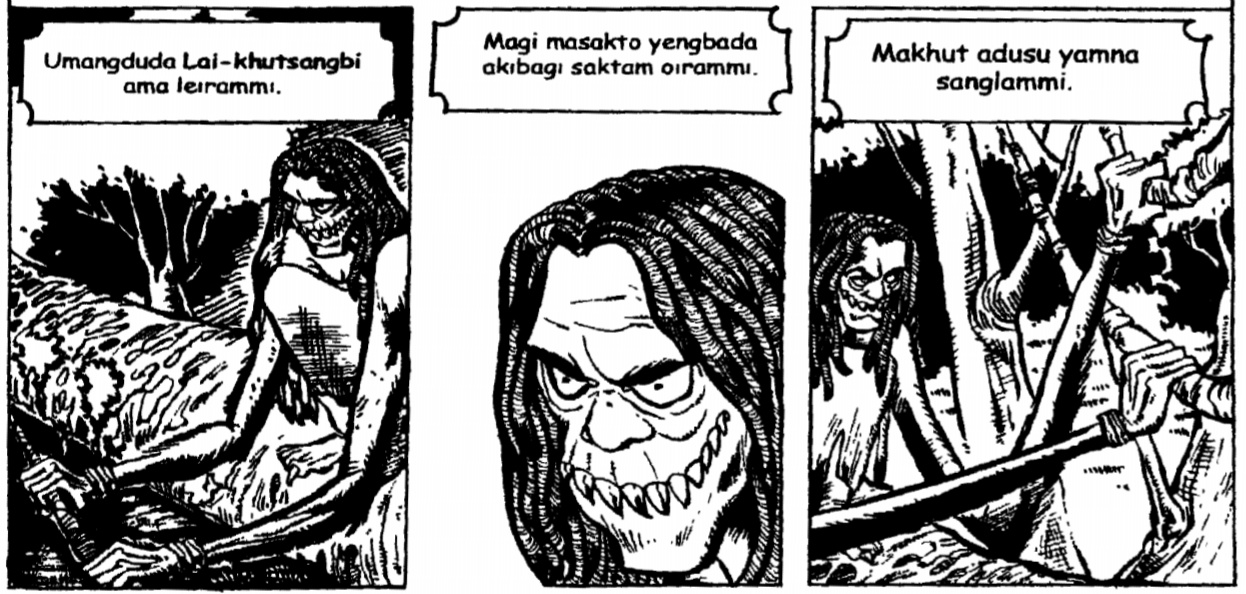
Лай Хуцангбі
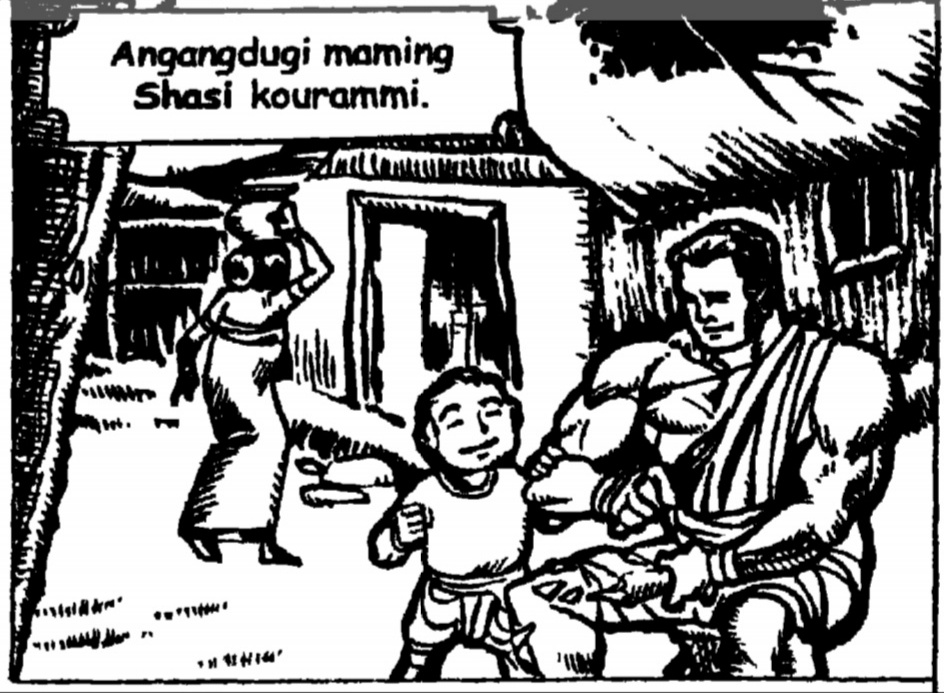
Сім'я Шасі, дитини, яку бажає Лай Кхуцангбі
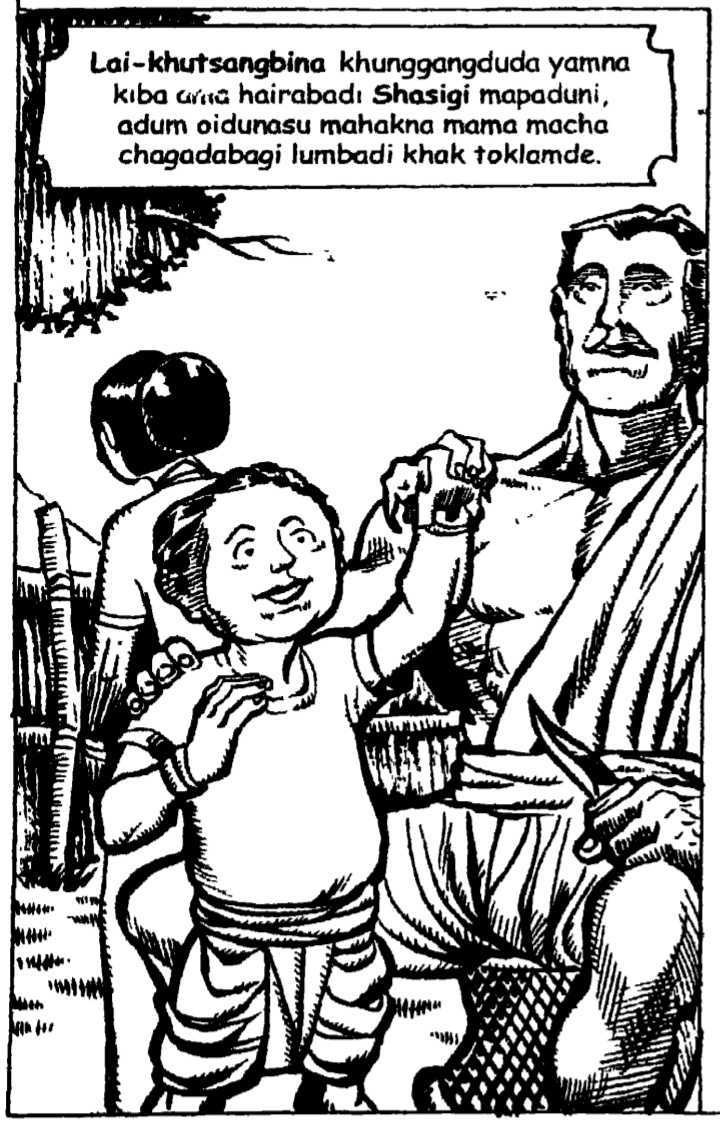
Сім'я Шасі, дитини, яку бажає Лай Кхуцангбі
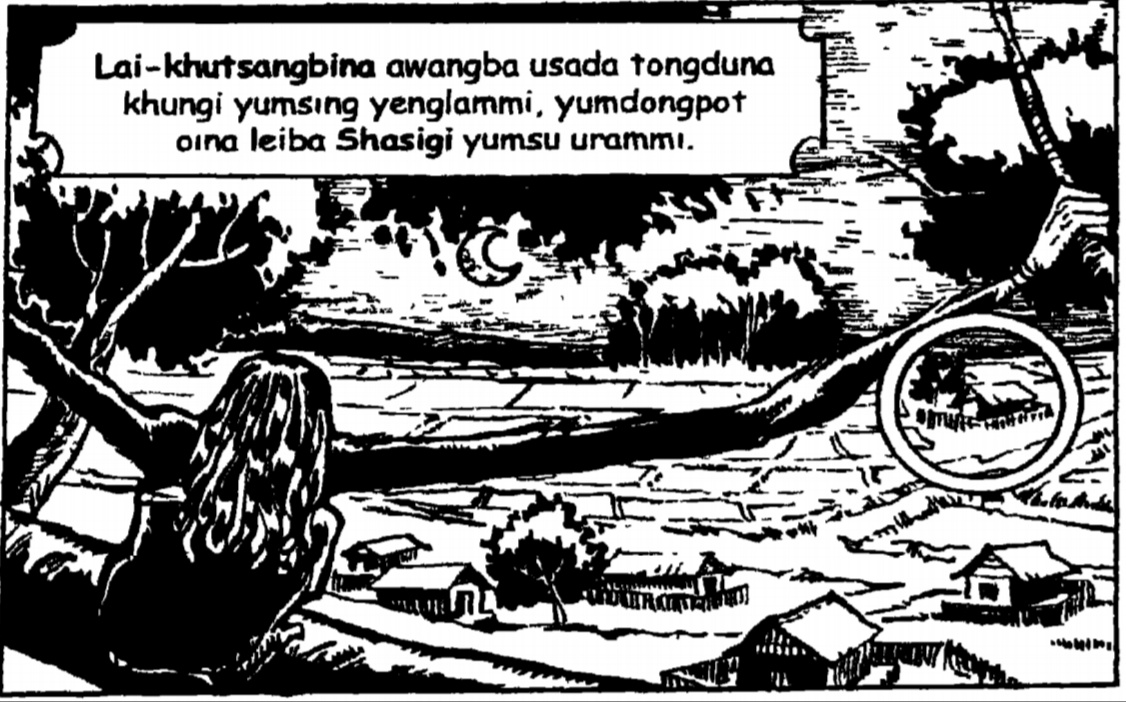
Лай Кхуцангбі, спрямований до самотнього будинку
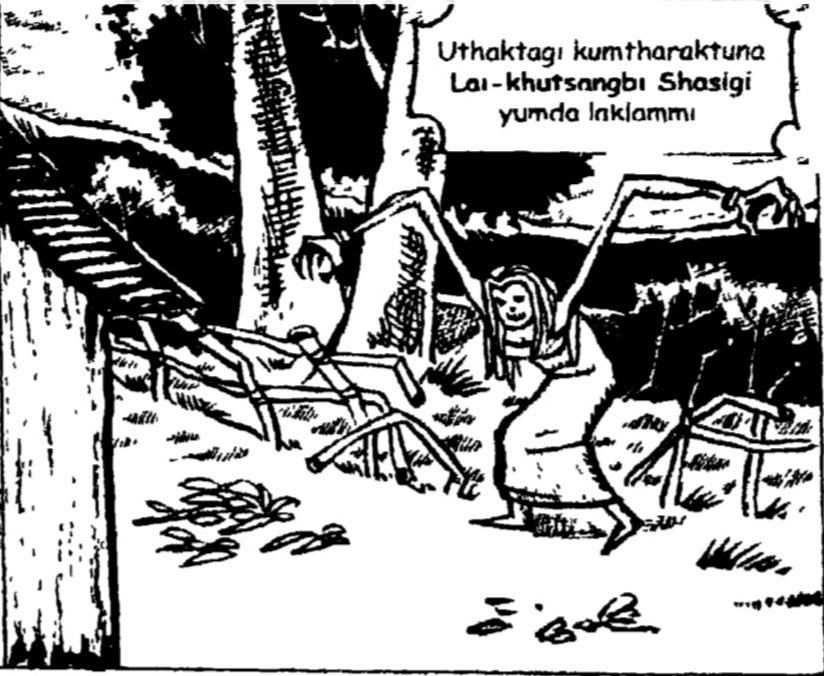
Лай Хуцангбі приходить до людського поселення
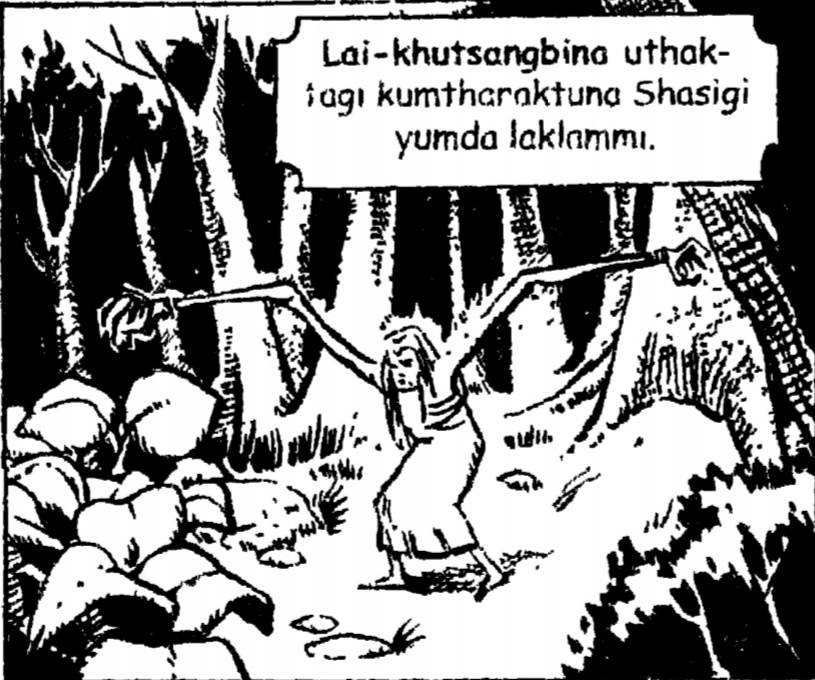
Лай Хуцангбі приходить до села
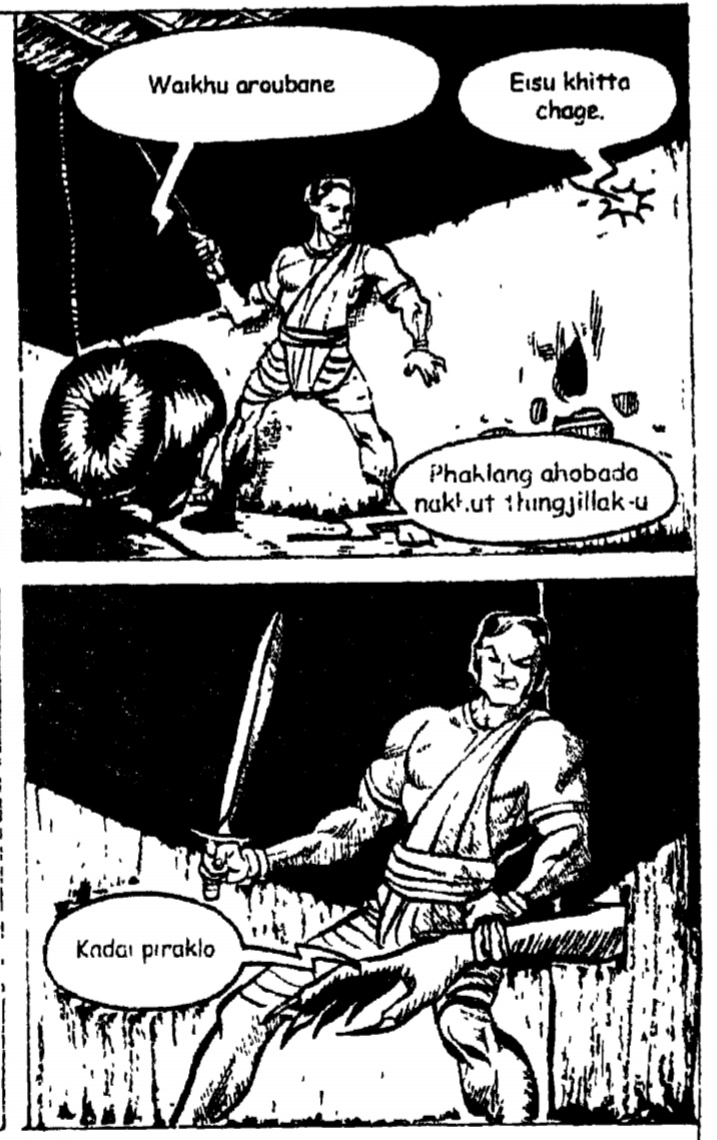
Лай Хуцангбі, що проникає в стіну будинку своєю могутньою рукою
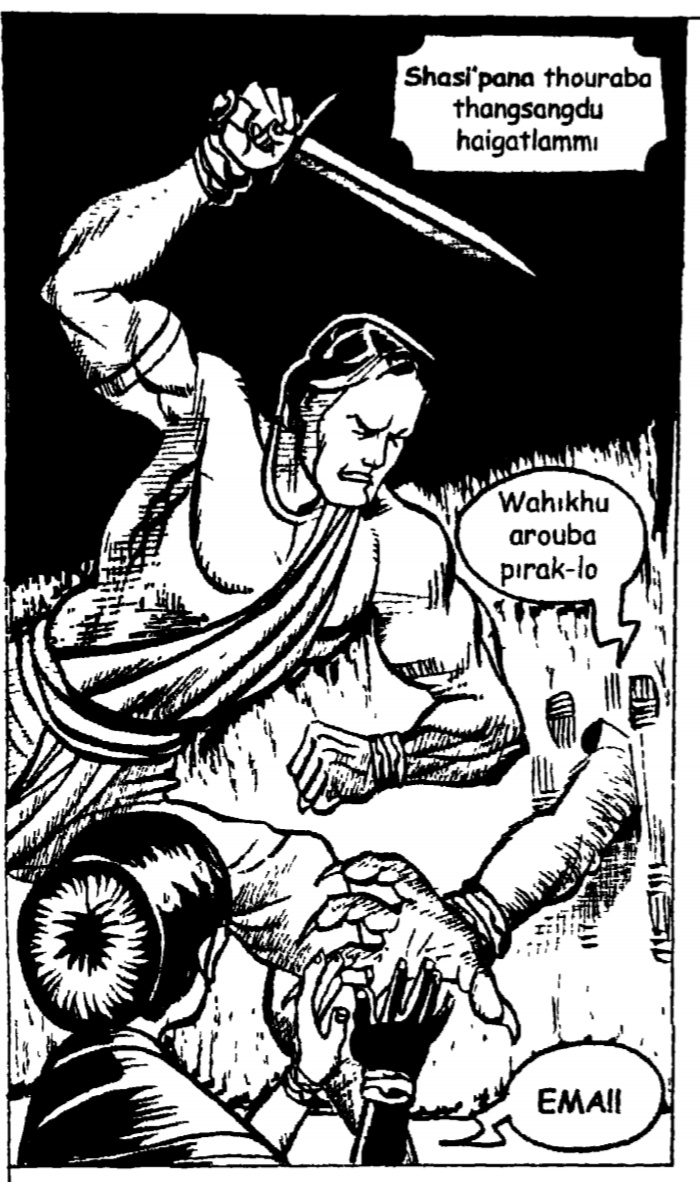
Руку Лай Кхуцангбі ось-ось відрубить Шасіпа, батько Шасі
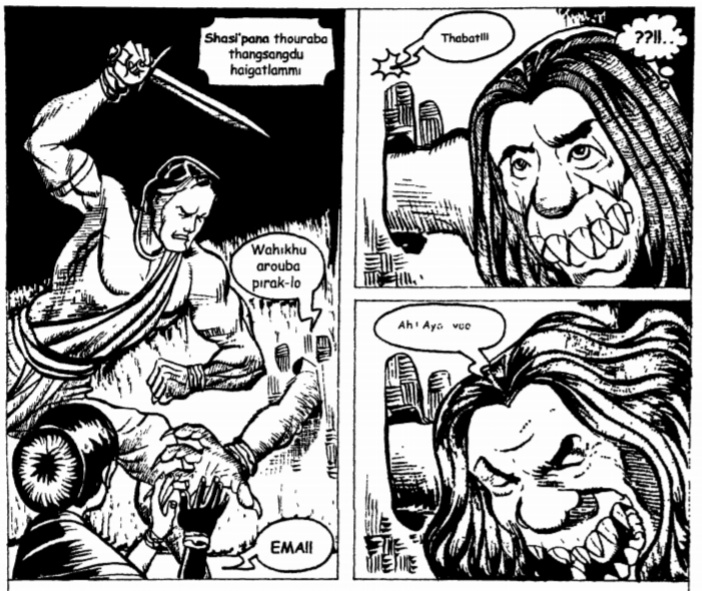
Першу руку відрубують
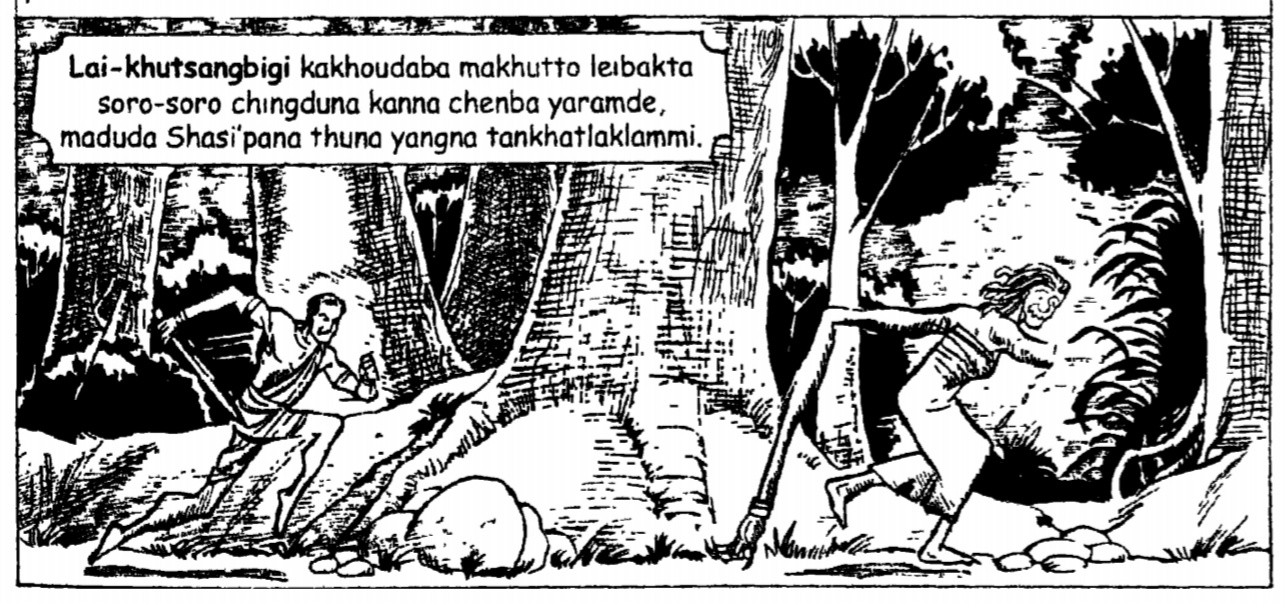
За Лай Кхуцангбі слідує батько Шасі
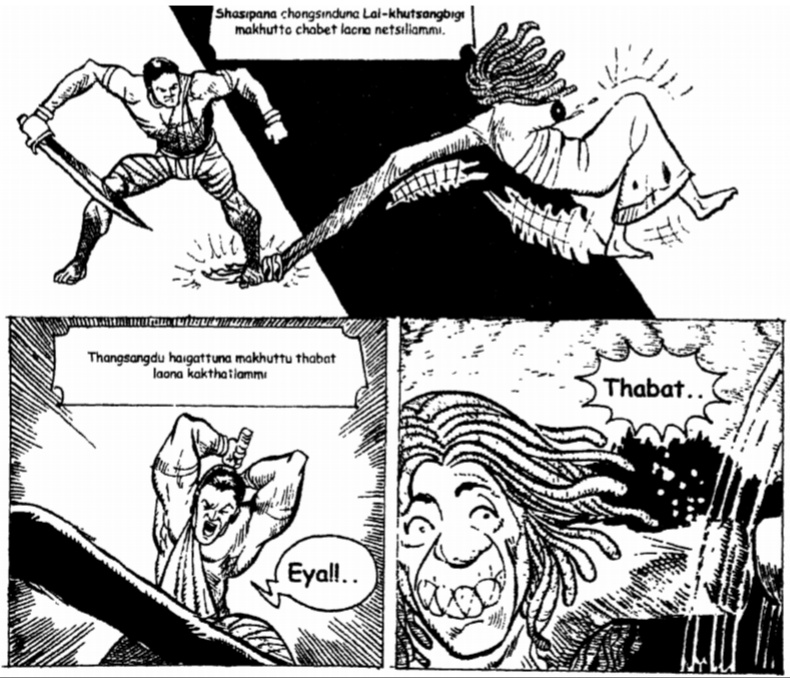
Другу руку відрубують

## Інші веб-сайти
- Таємниця Лай Хуцангбі [Архівовано 5 квітня 2022 у Wayback Machine.]
- Лай Хуцангбі, жіноча сила і покарання [Архівовано 6 вересня 2021 у Wayback Machine.]